# Automolus
Automolus är ett fågelsläkte i familjen ugnfåglar inom ordningen tättingar. Släktet omfattar elva arter som förekommer från södra Mexiko till nordöstra Argentina:
- Gulögd lövletare (A. rufipileatus)
- Rödögd lövletare (A. melanopezus)
- Nordlig lövletare (A. cervinigularis)
- Chiriquílövletare (A. exsertus)
- Gulstrupig lövletare (A. ochrolaemus)
- Västlig skogssmyg (A. virgatus)
- Östlig skogssmyg (A. subulatus)
- Olivryggig lövletare (A. infuscatus)
- Parálövletare (A. paraensis)
- Pernambucolövletare (A. lammi)
- Vitögd lövletare (A. leucophthalmus)

De båda skogssmygarna placerades tidigare i Hyloctistes samtidigt som både santamartalövletare och rödbrun lövletare (numera i Clibanornis) inkluderades i släktet.